# 坂祝バイパス

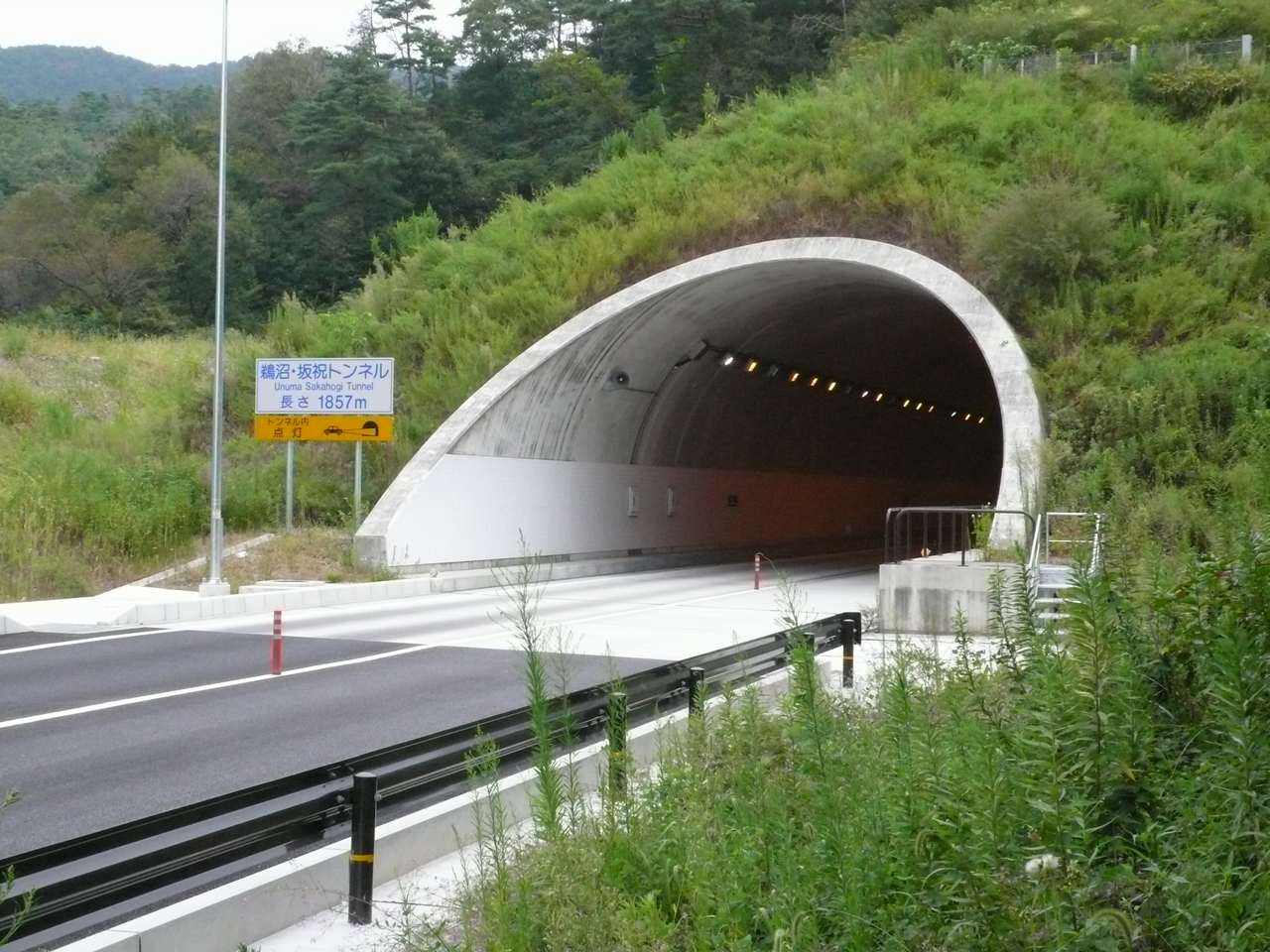
鵜沼・坂祝トンネル（鵜沼側）、猿啄城（城山）の真下を貫通している

坂祝バイパス（さかほぎバイパス）は、岐阜県加茂郡坂祝町大針から岐阜県各務原市鵜沼東町までを結ぶ国道21号のバイパスである。
この道路は、地域高規格道路である岐阜南部横断ハイウェイの整備区間に指定されている。

## 概要
国道21号の美濃加茂市から各務原市までの区間は、現道が2車線（片側1車線）の道路であり、住宅地、市街地、木曽川とJR高山本線の間を走ることから、これ以上の拡幅が不可能であること、カーブが多いこと、さらに美濃加茂市と各務原市を結ぶ唯一の道路であることから、慢性的な交通集中が生じている。また、同区間には災害対策必要箇所や、夜間騒音が要請限度を超えている箇所がある。これらの対策として整備が進められているバイパスである。

## 沿革
- 1969年度（昭和44年度）：調査開始
- 1987年度（昭和61年度）：都市計画決定 (7.6km)
- 1990年度（平成2年度）：事業化 坂祝町勝山 - 各務原市鵜沼東町 (4.3 km) 岐阜国道事務所担当
- 1999年度（平成11年度）：工事着手
- 2006年度（平成18年度）：事業化 坂祝町大針 - 勝山 (3.3 km) 多治見砂防国道事務所担当
- 2009年（平成21年）3月20日：勝山IC - 鵜沼IC（4.3 km）暫定2車線開通
- 2016年（平成28年）3月26日：大針IC - 勝山IC（3.3 km）暫定2車線開通により全線開通[1]
- 2018年（平成30年）4月1日：旧国道21号の美濃加茂市御門町 - 各務原市鵜沼東町が岐阜県に移管され、当バイパスが現道となる[2]。

## インターチェンジ
- 路線名の特記がないものは市道。

| 施設名   | 接続路線名                                              | 大針ICから （km） | 所在地       |
| -------- | ------------------------------------------------------- | ----------------- | ------------ |
| 大針IC   | 国道21号・国道248号（太田バイパス）                     | 0.0               | 加茂郡坂祝町 |
| 勝山IC   | 岐阜県道346号富加坂祝線・岐阜県道367号勝山山田線        | 3.3               | 加茂郡坂祝町 |
| 鵜沼北IC |                                                         |                   | 各務原市     |
| 鵜沼IC   | 国道21号（鵜沼バイパス）・岐阜県道207号各務原美濃加茂線 | 7.6               | 各務原市     |